# (400301) 2007 TU134
(400301) 2007 TU134 es un asteroide perteneciente al cinturón de asteroides, descubierto el 8 de octubre de 2007 por el equipo del Spacewatch desde el Observatorio Nacional de Kitt Peak, Arizona, Estados Unidos.

## Designación y nombre
Designado provisionalmente como 2007 TU134.

## Características orbitales
2007 TU134 está situado a una distancia media del Sol de 2,345 ua, pudiendo alejarse hasta 2,783 ua y acercarse hasta 1,907 ua. Su excentricidad es 0,186 y la inclinación orbital 2,218 grados. Emplea 1312,25 días en completar una órbita alrededor del Sol.

## Características físicas
La magnitud absoluta de 2007 TU134 es 17,9.